# Tajvani fenyő

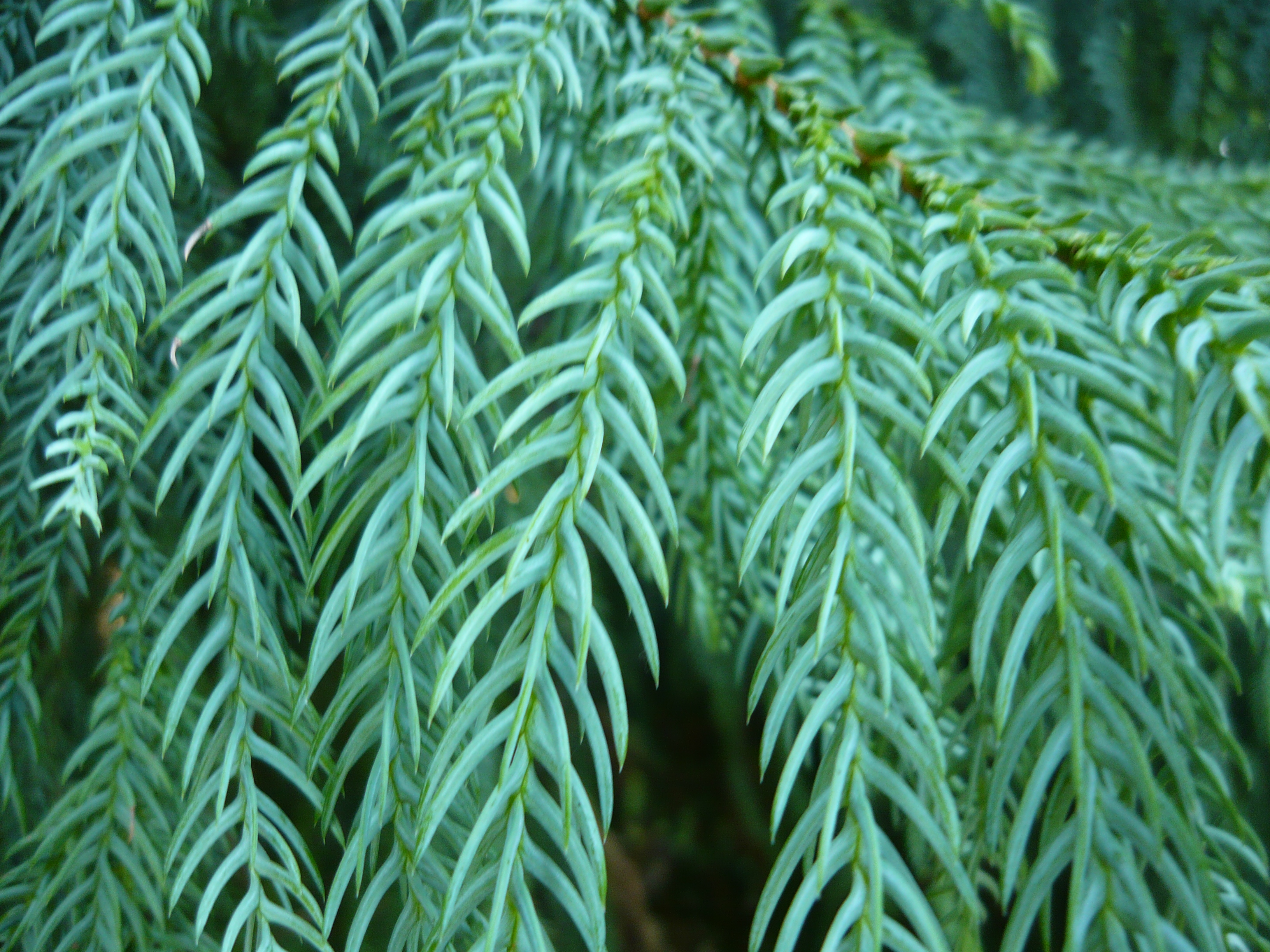
Taiwania cryptomerioides

A tajvani fenyő  (Taiwania cryptomerioides) a fenyőalakúak (Pinales) rendjébe sorolt ciprusfélék (Cupressaceae) családja Taiwania nemzetségének egyetlen élő faja.

## Származása, elterjedése
Tajvan, Délnyugat-Kína, Mianmar és Észak-Vietnám hegyvidéki erdeiben honos. Állományainak túlzott kitermelése miatt mára természetes állományai már ritkák. A faj a Természetvédelmi Világszövetség Vörös listáján sebezhetőként szerepel.

## Megjelenése, felépítése
Magassága 50~60 méter. Törzse általában egyenes, terebélyes, kúp alakú koronával. Kérge vörösesbarna, hosszanti rostokban hámló. Örökzöld. Levelei széles alapból elkeskenyedők, 2 centiméter hosszúak, a szár mentén sarló alakban görbültek, szúrós tüskében végződnek, kékeszöldek. A termő hajtásokon kisebbek. Egylaki. Virágzatai jelentéktelenek. A porzós tobozok végálló csomókban, a termősök magánosan nyílnak. Tobozai gömb alakúak, 1,5 centiméter átmérőjűek, színük zöld, majd barna.

## Életmódja, termőhelye
Magashegységek örökzöld erdőiben él, 500-2800 méter magasságban, kevert állományokban. 

## Felhasználása
Illatos, jó megjelenésű, könnyen megmunkálható, tartós, farontóknak ellenálló fája népszerű asztalos alapanyag. 